# Verrallina uniformis
Verrallina uniformis är en tvåvingeart som först beskrevs av Theobald 1901.  Verrallina uniformis ingår i släktet Verrallina och familjen stickmyggor. Inga underarter finns listade i Catalogue of Life.